# Housebound (film)
Pour plus de détails, voir Fiche technique et Distribution.
Housebound est un film de comédie épouvante néo-zélandais réalisé par Gerard Johnstone sorti en 2014.

## Synopsis
Après une tentative de cambriolage qui a échoué, Kylie Bucknell doit retourner habiter chez sa mère pour purger sa peine. Mais derrière l'apparente tranquillité de la maison se cachent plusieurs mystères.
Kylie entend sa mère parler à la radio d'un esprit vengeur hantant la maison. Au début, Kylie pense que sa mère est folle mais après elle aussi  entend des bruits bizarres provenant des murs, des tuyaux ; de plus l'électricité se coupe très souvent.
Une nuit, réveillée par des bruits mystérieux, elle descend à la cave pour en chercher la source, c'est alors qu'une main attrape sa cheville et déclenche l'appareil de contrôle qu'elle porte à la jambe. Elle explique à tout le monde qu'il y a quelqu'un dans la cave, mais personne ne la croit sauf sa mère qui pense que c'est l'esprit vengeur.
Kylie décide de quitter la maison par peur, mais Amos, l'homme qui s'occupe d'elle, lui conseille d'écouter l'esprit pour voir s'il a besoin d'aide. Elle tente de rentrer en communication avec le fantôme, et découvre un dentier dans un tuyau. Kylie trouve des dossiers dans la cave et apprend qu'une fille a été sauvagement assassinée, poignardée plus de 60 fois. Elle devine donc que le dentier appartient au meurtrier de Lizzy, qui l'aurait perdu en mordant le corps de sa victime. Elle aperçoit un voisin, portant également un dentier. Avec Amos elle décide de pénétrer dans sa maison pour chercher des preuves. Ils échouent mais Amos découvre que ce voisin n'est pas méchant. Il raconte que Lizzy, la fille qui a été assassinée, lui a présenté un pauvre garçon qui avait besoin d'aide, et s'appelait Eugène. Il était tout pâle et asocial, il était très doué pour réparer des machines mécaniques, pendant 10 ans il a habité chez lui et ne sortait jamais, jusqu'au jour où il disparaît sans laisser une trace. Amos comprend alors que ce garçon s'est caché quelque part dans la maison de Kylie. Il n'y a pas de fantôme, mais peut-être qu'il est dangereux. Il tente de joindre Kylie par téléphone, qui pendant ce temps découvre une pièce cachée dans un mur chez elle. Elle y rentre et voit par un petit trou un homme tout pâle avec les lèvres foncées assis tranquillement, regardant la télévision.
L'homme l’aperçoit et essaye de l'attraper. Kylie s'enfuit, prend sa voiture et va raconter son histoire à la police mais personne ne la croit, car il n'y a aucune trace chez elle, pas de mur cassé, rien, Eugène a déjà tout réparé. Lorsqu'ils étaient en train de discuter dans le salon pour transférer Kylie dans un hôpital, elle remarque que Dennis, le psychologue qui vient souvent la consulter, porte aussi un dentier. Elle comprend que c'est lui qui a tué Lizzy. Eugène avait juste essayé de lui faire comprendre qu'il faut se méfier de Dennis. Kylie demande à parler en privé à sa mère, elle descend à la cave où elle trouve un dossier qui prouve que  Dennis s'occupait du cas de Lizzy avant qu'elle soit assassinée. Pendant ce temps, Dennis tue un policier dans la maison. Eugène est découvert caché dans un meuble de la salle de bain, où s'étaient réfugiées Kylie et sa mère afin d'échapper à Dennis, et les fait entrer "chez lui" derrière les murs. Kylie trouve des dessins d'Eugène. Il était toujours là, depuis plus de 15 ans dans la maison et les observait. Avec l'aide d'Eugène elles ont tué Dennis et ont retrouvé la paix dans leur maison.
Sept mois plus tard, Kylie est libre, elle est à la maison avec sa mère et son beau-père. Quand d'autres événements surviennent ...!

## Fiche technique
- Titre : Housebound
- Réalisation : Gerard Johnstone
- Société de production :
- Société de distribution
- Genre : Comédie horrifique
- Date de sortie :
  - Nouvelle-Zélande : 4 septembre 2014[1]

## Distribution
- Morgana O'Reilly : Kylie Bucknell
- Rima Te Wiata : Miriam Bucknell
- Glen-Paul Waru : Amos
- Cameron Rhodes : Dennis
- Ross Harper : Graeme
- Ryan Lampp : Eugène